# 何白沙
何白沙（1915年10月25日—2013年2月23日），曾用名郝本水，山东省邹平县人，中华人民共和国政治人物。

## 生平

### 民国时期
1931年济南省立一中毕业，1934年到山东省社会教育服务人员训练班学习。1937年10月，到第五战区抗敌青年军训团受训，同年12月参加“民族解放先锋队”，1939年10月，在抗日军政大学一分校学习，同时加入中国共产党。抗日战争开始后，何白沙加入山东抗日救国联合会，并在淄博煤矿参加地下抗日救国活动，曾历任第五战区抗敌青年团敌后第二工作团团员，六十九军暂编第一师政治部民运科长、独立团副团长，华北抗日民军工作团团长，连政治指导员，营政治教导员，华北民军路西办事处政治教导员。1942年5月，任八路军总司令部豫北办事处政治教导员；1943年后，担任晋冀鲁豫边区工商总局德兴货栈副经理、经理。
1945年9月10日，太行五军分区军政委员会派张翼飞、何白沙等人随军接管六河沟煤矿。张翼飞任六河沟煤矿公司经理、何白沙任公司副经理。他们通过成立工会，迅速恢复生产。1945年12月底，六河沟煤矿成立工委，何白沙任工委委员。1946年4月5日，六河沟煤矿股份有限公司召开股东大会，何白沙被选为公司副经理。1947年4月任晋冀鲁豫边区工矿局第二管理处副主任兼六河沟矿区管理处主任。1948年后，何白沙历任工矿局总仓库主任，晋冀鲁豫边区工业厅经理科科长，华北人民政府企业部生产管理科科长，华北煤矿管理局计划处处长，中央燃料工业部煤矿总局采煤处长。

### 共和国时期
1950年后，何白沙历任北京京西矿务局副局长，河北开滦煤矿总管理处副主任，国务院第三办公室燃料工业组组长，国家经委煤炭局局长，煤炭石油局局长，燃料动力局局长。1972年2月，任山西省煤炭管理局党委书记，山西省经委副主任。1978年，任安徽省经委副主任，安徽省人民政府视察室副主任。
1985年4月离休。2013年2月23日，在合肥病逝，享年98岁。